# Yeule
Yeule (стилізовано як yeule) — музичний проєкт сінгапурських авторів пісень і продюсерів Нат Чаміль (справжнє ім'я Наташа Єлін Чанг). Створений у 2012 році, Yeule містить у собі елементи ембієнту, глітчу та азійського пост-попу. Ім’я Yeule походить від однойменного персонажа Final Fantasy (що пишеться по-різному), а також їх другого імені. 

## Раннє життя
Чаміль народились Наташою Єлін Чанг у Сінгапурі, де вони навчалися в школі. Вони вперше почали грати музику у віці 6 років на фортепіано своїх батьків від Yamaha і навчилися класичному стилю, хоча врешті-решт перестали брати уроки і хотіли досліджувати щось більш складне, що привело їх до гітари та барабанів. Спочатку вони почали грати вальс, але невдовзі перейшли до пісень із саундтреків до Final Fantasy X та Kingdom Hearts. Пізніше вони почали співати в джаз-бенді під назвою Riot Diet, виконуючи кавери на пісні Елли Фіцджеральд та Pixies. Після закінчення середньої школи вони подали документи до Центрального коледжу мистецтв та дизайну імені Святого Мартіна, щоб вивчати модні комунікації та жіночий одяг.
Підростаючи почуття самотності та депресії було присутнє через їхнє кочове виховання. Вони знайшли розраду в Інтернеті, що вплинуло на їхні подальші роботи. 

## Історія
Їх першим релізом під назвою Yeule став мініальбом з одноіменною назвою, який вийшов 3 березня 2014 року.
11 грудня 2016 року вони випустили свій другий мініальбом «Pathos», присвячений Девіду Сінгху.
Після цього вони випустили саундтрек до інтерактивної гри-симулятора «Lost Memories Dot Net», яка була випущена 17 липня 2017 року.
27 вересня 2017 року вони випустили свій третій мініальбом під назвою «Coma» . Щодо написання, Чаміль сказали, що «Я написала цей альбом, щоб вшанувати людей, яких я втратила». Мініальбом отримав схвальні відгуки, Дункан Купер з The Fader описав його як «досконалість дрім-попу».
Вони підписали контракт із Bayonet Records 17 липня 2019 року.
25 жовтня 2019 року вони випустили свій дебютний студійний альбом «Serotonin II». Про процес створення альбому вони сказали, що «Писати цей альбом, було жахливо. Я не просила багато, мені не треба було радіти. Я просто хотіла бути задоволеною.» Альбом отримав позитивну віднуки від критиків. Джуд Ноель з Tiny Mix Tapes поставив альбому 4/5 сказавши, що «Меланхолію вбік, цей бездоганний звуковий дизайн Serotonin II те, що змушуває мене повертатися».
Yeule анонсували випуск свого другого альбому «Glitch Princess» на Bayonet Records з треком під назвою «My Name is Nat Ćmiel», який вийшов наприкінці 2020 року. Повністю альбом вийшов 4 лютого 2022 року. Колін Лодевік з Pitchfork кваліфікував його як «піонерський», а також він був представлений у розділі «Найкраща нова музика» з загальним балом 8,3.
Між «My Name Is Nat Ćmiel» та «Glitch Princess», Чаміль випустили мініальбом-реміксів «Serotonin X Remixes» та альбом каверів «Nuclear War Post X», останній був випущений безпосередньо через їхній веб-сайт у вигляді художньої книги з обмеженим тиражем у м'якій обкладинці, разом з завантаженням всього альбому.

## Особисте життя
У 2020 році вони закінчили Центральний коледж мистецтва та дизайну імені Святого Мартіна за спеціальністю образотворче мистецтво. Вони небінарні.

## Дискографія

### Студійні альбоми
- Serotonin II (2019)
- Glitch Princess (2022)

### Саундтрек
- Lost Memories Dot Net (2017)

### Мініальбоми
- Yeule (2014)
- Pathos (2016)
- Coma (2017)
- Serotonin X Remixes (2021)

### Сингли
- «Pocky Boy» (2019)
- «Pretty Bones» (2019)
- «Pixel Affection» (2019)
- «Poison Arrow» (2019)
- «My Name Is Nat Ćmiel» (2020)
- «The Things They Did for Me Out of Love» (2021)
- «Don't Be So Hard on Your Own Beauty» (2021)
- «Friendly Machine» (2021)
- «Too Dead Inside» (2022)

### Колаборації
- oh my muu ft. yeule - «Reciprocation» (2015)
- LLLL ft. yeule - «Breathless» (2020)
- Akuma des Akum – «Urbangarde» (yeule Remix) (2021)
- Car Seat Headrest – «Deadlines» (yeule Remix) (2021)
- Tohji ft. yeule – «shell» (2022)
- Lucinda Chua ft. yeule – «Something Other Than Years» (2023)
- Mura Masa ft. yeule – «We Are Making Out» (2024)